# Vladímir Preobrazhenski
Vladímir Preobrazhenski es un deportista soviético que compitió en remo. Ganó una medalla de oro en el Campeonato Mundial de Remo de 1978, en la prueba de cuatro sin timonel.

## Palmarés internacional
| Campeonato Mundial | Campeonato Mundial        | Campeonato Mundial | Campeonato Mundial |
| Año                | Lugar                     | Medalla            | Prueba             |
| ------------------ | ------------------------- | ------------------ | ------------------ |
| 1978               | Cambridge (Nueva Zelanda) | Medalla de oro     | Cuatro sin timonel |